# Vicariato apostolico dell'Anatolia

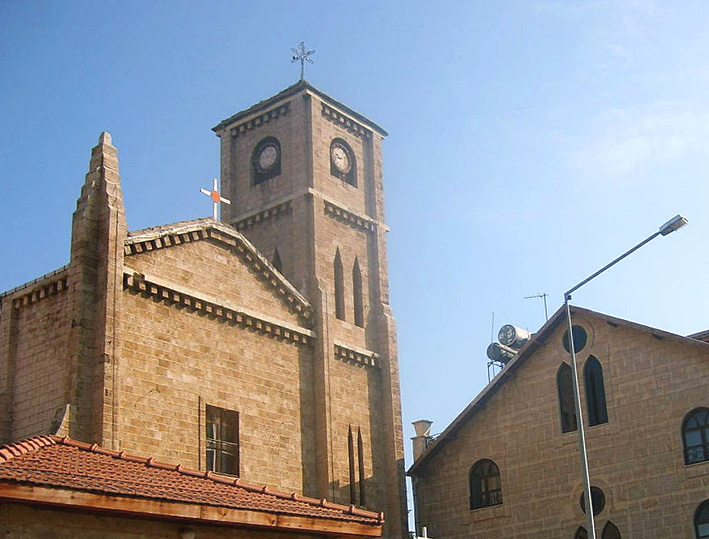
La concattedrale di Sant'Antonio di Padova a Mersin

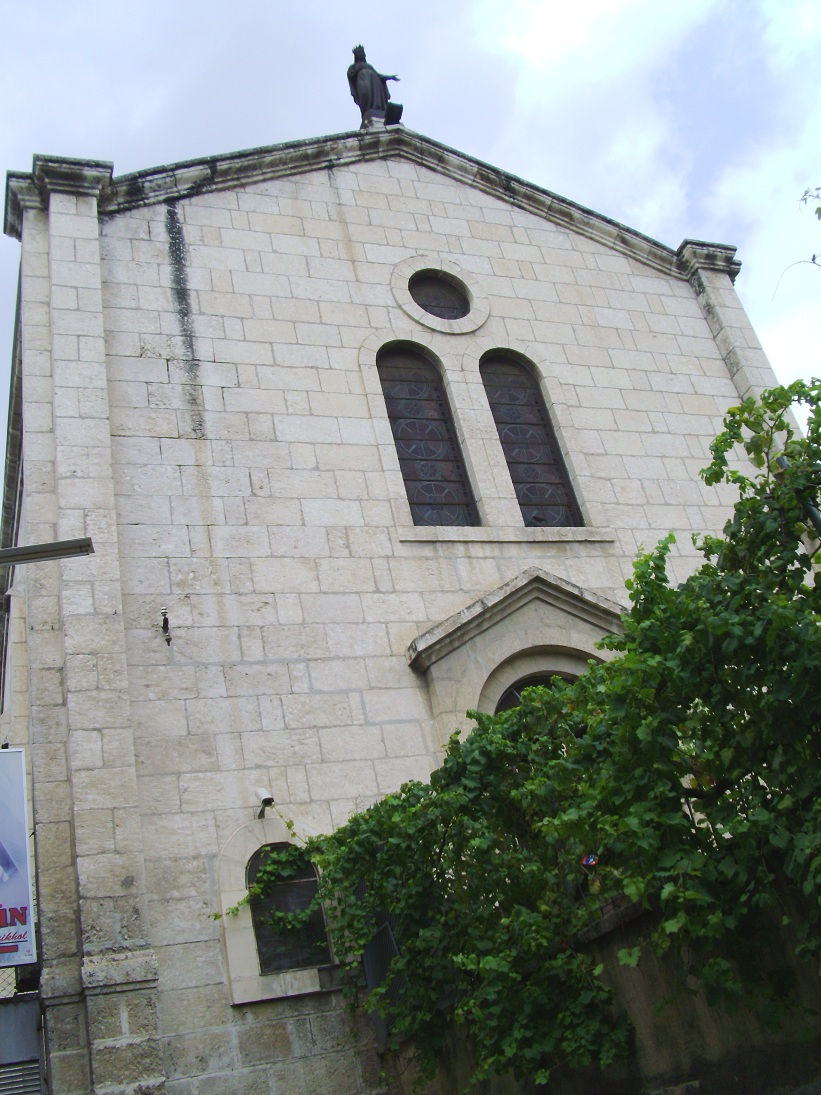
La chiesa di San Paolo ad Adana

Il vicariato apostolico dell'Anatolia (in latino Vicariatus Apostolicus Anatoliensis) è una sede della Chiesa cattolica in Turchia immediatamente soggetta alla Santa Sede. Nel 2022 contava 2.750 battezzati. La sede è vacante.

## Territorio
Il vicariato apostolico ha giurisdizione sui fedeli cattolici di rito latino residenti nella parte centro-orientale della regione turca dell'Anatolia.
Sede del vicariato è la città di Alessandretta (Iskenderun in turco), dove si trova la cattedrale dell'Annunciazione, in rovina a seguito del terremoto del 2023. A Mersin sorge la concattedrale dedicata a sant'Antonio di Padova.
Il territorio è suddiviso in 7 parrocchie. Sono presenti comunità cattoliche nelle seguenti città: Adana, Alessandretta, Antiochia, Güzelyayla, Mersin, Samsun, Tarso, Trebisonda.

## Storia
La prefettura apostolica di Trebisonda fu eretta il 13 marzo 1845 ricavandone il territorio dal vicariato apostolico di Costantinopoli; fu affidata alle cure dei frati cappuccini, che erano stati cacciati dalla missione di Tbilisi dai russi. Essa comprendeva la zona costiera sul Mar Nero, nella parte centro-orientale dell'Anatolia (per questo motivo è conosciuta anche con il nome di prefettura apostolica del Mar Nero). Il 12 settembre 1896 la prefettura apostolica fu soppressa ed il suo territorio incorporato nuovamente a quello del vicariato apostolico di Costantinopoli.
Il 20 giugno 1931 con il breve Quae ad christiani di papa Pio XI le due circoscrizioni furono nuovamente separate ed in questa occasione fu creata la missione sui iuris di Trebisonda, immediatamente soggetta alla Congregazione di Propaganda Fide, che comprendeva sostanzialmente il medesimo territorio della prefettura apostolica precedente. Sede del superiore ecclesiastico era la città di Samsun.
Il 30 novembre 1990 con il decreto Quo melius della Congregazione per le Chiese orientali la missione sui iuris è stata elevata a vicariato apostolico, incorporando la parte centro-meridionale dell'Anatolia (appartenuta in precedenza al vicariato apostolico di Costantinopoli) ed assumendo il nome attuale. Sede del vicario apostolico era la città di Mersin, trasferita il 29 giugno 2000 ad Alessandretta.
Il 3 giugno 2010 il vicario apostolico Luigi Padovese fu assassinato dal suo autista.
La cattedrale di Alessandretta e parte dell'episcopio sono andati distrutti a causa del terremoto del 6 febbraio 2023.

## Cronotassi dei vescovi
Si omettono i periodi di sede vacante non superiori ai 2 anni o non storicamente accertati.
- Damiano da Viareggio, O.F.M.Cap. † (1845 - 1852)
- Filippo Maria da Bologna, O.F.M.Cap. † (1852 - 1881)
- Eugenio da Modica, O.F.M.Cap. † (1881 - 12 settembre 1896)
  - Sede soppressa (1896-1931)
- Michele da Capodistria, O.F.M.Cap. † (20 giugno 1931 - 9 marzo 1933 dimesso)
- Giovanni da Fivizzano, O.F.M.Cap. † (9 marzo 1933 - 1955)
- Prospero Germini da Ospitaletto, O.F.M.Cap. † (1955 - 1961)
- Michele Salardi da Novellara, O.F.M.Cap. † (1961 - 1966)
- Giuseppe Germano Bernardini, O.F.M.Cap. † (19 dicembre 1966 - 22 gennaio 1983 nominato arcivescovo di Smirne)
  - Sede vacante (1983-1993)[6]
- Ruggero Franceschini, O.F.M.Cap. † (2 luglio 1993 - 11 ottobre 2004 nominato arcivescovo di Smirne)
- Luigi Padovese, O.F.M.Cap. † (11 ottobre 2004 - 3 giugno 2010 deceduto)
  - Sede vacante (2010-2015)[7]
- Paolo Bizzeti, S.I. (14 agosto 2015 - 25 novembre 2024 ritirato)
  - Antuan Ilgit, S.I.[1], dal 25 novembre 2024 (amministratore apostolico)

## Statistiche
Il vicariato apostolico nel 2022 contava 2.750 battezzati.
| anno | popolazione | popolazione | popolazione | presbiteri | presbiteri | presbiteri | presbiteri                | diaconi | religiosi | religiosi | parrocchie |
| anno | battezzati  | totale      | %           | numero     | secolari   | regolari   | battezzati per presbitero | diaconi | uomini    | donne     | parrocchie |
| ---- | ----------- | ----------- | ----------- | ---------- | ---------- | ---------- | ------------------------- | ------- | --------- | --------- | ---------- |
| 1950 | 175         | 3.850.000   | 0,0         | 4          |            | 4          | 43                        |         |           |           | 3          |
| 1970 | 200         | 4.500.000   | 0,0         | 4          | 2          | 2          | 50                        |         | 4         |           |            |
| 1999 | 3.000       | ?           | ?           | 10         | 1          | 9          | 300                       | 1       | 19        | 10        | 6          |
| 2000 | 4.500       | ?           | ?           | 11         | 5          | 6          | 409                       | 1       | 15        | 10        | 7          |
| 2002 | 4.500       | ?           | ?           | 14         | 8          | 6          | 321                       | 1       | 14        | 12        | 6          |
| 2003 | 4.550       | ?           | ?           | 9          | 3          | 6          | 505                       | 1       | 14        | 12        | 7          |
| 2004 | 4.550       | ?           | ?           | 11         | 4          | 7          | 413                       | 1       | 15        | 11        | 8          |
| 2010 | 4.363       | ?           | ?           | 8          | 1          | 7          | 545                       |         | 8         | 7         | 6          |
| 2014 | 2.800       | ?           | ?           | 7          |            | 7          | 400                       |         | 9         | 3         | 6          |
| 2015 | 3.000       | ?           | ?           | 7          |            | 7          | 428                       |         | 8         | 3         | 6          |
| 2017 | 1.500       | ?           | ?           | 8          |            | 8          | 187                       |         | 10        | 6         | 6          |
| 2020 | 3.050       | ?           | ?           | 8          | 2          | 6          | 381                       |         | 9         | 7         | 8          |
| 2022 | 2.750       | ?           | ?           | 10         | 2          | 8          | 275                       |         | 10        | 4         | 7          |